# Primera Divisió (2022/2023)
Primera Divisió (2022/2023) (zwana jako Lliga Multisegur Assegurances ze względów sponsorskich) – 28. edycja najwyższej klasy rozgrywkowej piłki nożnej w Andorze.
Brało w niej udział 8 drużyn, które w okresie od 11 września 2022 do 21 maja 2023 rozegrały 28 kolejek meczów.
Sezon zakończył baraż o miejsce w przyszłym sezonie w Primera Divisió.
Obrońcą tytułu była drużyna Inter Club d’Escaldes.
Mistrzostwo po raz pierwszy w historii zdobyła drużyna Atlètic Club d’Escaldes.

## Drużyny
| Uczestnicy poprzedniej edycji | Uczestnicy poprzedniej edycji | Uczestnicy poprzedniej edycji | Uczestnicy poprzedniej edycji |
| --- | ----------------------------- | ----------------------------- | ----------------------------- |
| INT | Inter Club d’Escaldes         | Escaldes-Engordany            | 1                             |
| SUE | UE Santa Coloma               | Santa Coloma                  | 2                             |
| SJU | UE Sant Julià                 | Sant Julià de Lòria           | 3                             |
| ATL | Atlètic D'Escaldes            | Escaldes-Engordany            | 4                             |
| SFC | FC Santa Coloma               | Santa Coloma                  | 5                             |
| ORD | FC Ordino                     | Ordino                        | 6                             |
| po barażach |                               |                               |                               |
| ENG | UE Engordany                  | Escaldes-Engordany            | 7                             |
| Awans z Segona Divisió |                               |                               |                               |
| PEN | Penya Encarnada               | Andora                        | 1                             |
| Oznaczenia: - kolumna pierwsza – skróty nazw drużyn, - kolumna trzecia – siedziba klubu, - kolumna czwarta – miejsce zajęte w poprzednim sezonie. |                               |                               |                               |

## Format rozgrywek
Format ligi uległ zmianie. Osiem uczestniczących drużyn gra ze sobą czterokrotnie. 
Zwycięzca ligi zostaje mistrzem Andory i kwalifikuje się do rundy wstępnej Ligi Mistrzów UEFA. 
Drużyna, która zajmie drugie miejsce i zdobywca Pucharu Andory, kwalifikują się do I rundy kwalifikacyjnej Ligi Konferencji Europy UEFA. 
W przypadku zdobycia pucharu przez drużynę, która zapewniła sobie grę w europejskich pucharach, awans otrzymuje trzecia drużyna rozgrywek.
Do niższej ligi spada bezpośrednio ostatnia drużyna, a przedostatnia rozegra baraż z drugą drużyną z niższej ligi

## Tabela
| Lp. | Drużyna                     | M  | Z  | R  | P  | B+ | B- | +/– | Pkt | Kwalifikacja lub spadek                        |
| --- | --------------------------- | -- | -- | -- | -- | -- | -- | --- | --- | ---------------------------------------------- |
| 1   | Atlètic Club d’Escaldes (M) | 28 | 19 | 6  | 3  | 68 | 19 | +49 | 63  | Liga Mistrzów UEFA • Runda wstępna             |
| 2   | Inter Club d’Escaldes (P)   | 28 | 18 | 7  | 3  | 76 | 23 | +53 | 61  | Liga Konferencji UEFA • I runda kwalifikacyjna |
| 3   | FC Santa Coloma             | 28 | 15 | 8  | 5  | 55 | 19 | +36 | 53  | Liga Konferencji UEFA • I runda kwalifikacyjna |
| 4   | UE Santa Coloma             | 28 | 10 | 12 | 6  | 40 | 29 | +11 | 42  |                                                |
| 5   | Penya Encarnada             | 28 | 6  | 9  | 13 | 25 | 46 | −21 | 27  |                                                |
| 6   | Ordino                      | 28 | 5  | 8  | 15 | 33 | 55 | −22 | 23  |                                                |
| 7   | Engordany (B, S)            | 28 | 6  | 4  | 18 | 21 | 67 | −46 | 22  | baraże o Primera Divisió                       |
| 8   | Sant Julià (S)              | 28 | 4  | 4  | 20 | 23 | 83 | −60 | 16  | spadek do Segona Divisió                       |

## Wyniki
| Gospodarz \ Gość        | ACE | ENG | INT | ORD | PEN | SJU | SFC | SUE | ACE | ENG | INT | ORD | PEN | SJU  | SFC | SUE |
| ----------------------- | --- | --- | --- | --- | --- | --- | --- | --- | --- | --- | --- | --- | --- | ---- | --- | --- |
| Atlètic Club d’Escaldes |     | 1–0 | 2–1 | 1–1 | 3–0 | 5–1 | 0–0 | 0–0 |     | 2–0 | 1–2 | 6–1 | 4–0 | 6–1  | 1–0 | 3–1 |
| Engordany               | 0–3 |     | 0–3 | 0–3 | 1–0 | 2–1 | 0–1 | 2–1 | 1–7 |     | 0–3 | 1–2 | 1–0 | 2–0  | 0–3 | 0–5 |
| Inter Club d’Escaldes   | 2–2 | 4–0 |     | 2–1 | 2–0 | 1–1 | 2–1 | 1–3 | 2–1 | 2–0 |     | 0–1 | 8–0 | 12–0 | 0–0 | 1–0 |
| Ordino                  | 0–3 | 5–3 | 0–3 |     | 1–1 | 0–1 | 1–4 | 1–1 | 1–1 | 1–2 | 3–5 |     | 0–3 | 2–3  | 1–3 | 1–1 |
| Penya Encarnada         | 0–1 | 1–1 | 2–2 | 1–0 |     | 1–1 | 0–2 | 1–1 | 0–3 | 0–0 | 0–1 | 1–1 |     | 2–1  | 0–3 | 1–1 |
| Sant Julià              | 0–3 | 4–0 | 0–6 | 3–2 | 0–0 |     | 1–2 | 0–3 | 0–2 | 3–0 | 0–5 | 1–2 | 2–3 |      | 0–3 | 1–3 |
| FC Santa Coloma         | 1–1 | 6–0 | 2–2 | 1–1 | 3–2 | 4–0 |     | 0–1 | 0–3 | 7–0 | 1–1 | 1–0 | 0–2 | 4–0  |     | 3–0 |
| UE Santa Coloma         | 2–3 | 1–1 | 2–2 | 0–0 | 0–2 | 1–3 | 0–0 |     | 2–0 | 1–1 | 0–1 | 3–1 | 1–4 | 1–1  | 0–0 |     |

1. ↑  Mecz 14 kolejki między Engordany a Atlètic Club d’Escaldes został zweryfikowany jako walkower 3-0 dla Atlètic. Wynik na boisku 0:0.
2. ↑  Mecz 12 kolejki między Engordany a Ordino został zweryfikowany jako walkower 3-0 dla Ordino. Wynik na boisku 1:0.
3. ↑  Mecz 22 kolejki między Engordany a Inter Club d’Escaldes został zweryfikowany jako walkower 3-0 dla Inter Club. Engordany nie wystawiło drużyny.
4. ↑  Sant Julià nie skompletowała drużyny na mecz 9 kolejki z Atlètic Club d’Escaldes, przyznano walkower 3-0 dla Atlètic.
5. ↑  Mecz 23 kolejki między Sant Julià a Engordany został zweryfikowany jako walkower 3-0 dla Sant Julià. Engordany nie wystawiło drużyny.
6. ↑  Sant Julià nie skompletowała drużyny na mecz 12 kolejki z FC Santa Coloma, przyznano walkower 3-0 dla Santa Coloma.

## Baraże o Primera Divisió
Carroi wicemistrz Segona Divisió wygrał 4-0 dwumecz z Engordany o miejsce w Primera Divisió na sezon 2023/2024.
| 27 maja 2023 | Carroi                                                       | 2:0   | Engordany |                                                                                           |
| 20:30        | Marco Antonio García Acosta 4' · Jesús Jaime Cinco Pérez 55' | (1:0) |           | Stadion Camp de Futbol La Massana (La Massana) Sędzia: Luis Miguel Do Nascimento Teixeira |

| 31 maja 2023 | Engordany | 0:2   | Carroi               |                                                                                |
| 20:30        |           | (0:0) | 63', 70' Arnau Bravo | Centre d'Entrenament de la FAF 1, Andorra La Vella Sędzia: Antoine Chiaramonti |

## Najlepsi strzelcy
| Bramki | Strzelcy                   | Drużyna                 |
| ------ | -------------------------- | ----------------------- |
| 15     | Guillaume Silvain Lopez    | Atlètic Club d’Escaldes |
| 14     | Sascha Andreu              | Inter Club d’Escaldes   |
| 13     | Faysal Chouaib Hassany     | UE Santa Coloma         |
| 12     | Gerard Artigas             | Inter Club d’Escaldes   |
| 12     | Eloy Gila                  | FC Santa Coloma         |
| 11     | Rodrigo Piloto de Oliveira | Penya Encarnada         |
| 10     | Christian Novoa            | FC Santa Coloma         |
| 8      | Berlanga Ouggouti Domingo  | Inter Club d’Escaldes   |
| 7      | Ángel De la Torre Pérez    | Inter Club d’Escaldes   |
| 7      | Jorge Bolívar Cano         | Atlètic Club d’Escaldes |

Źródło: 